# Kliúiev
Kliúiev (en rus: Клюев) és un poble (una khútor) de l'óblast de Rostov, a Rússia, segons el cens rus del 2010 tenia 600 habitants. Pertany al districte de Zernograd.